# Gugob
Gugob is een bestuurslaag in het regentschap Aceh Besar van de provincie Atjeh, Indonesië. Gugob telt 296 inwoners (volkstelling 2010).